# La Unión de Guadalupe
La Unión de Guadalupe är en ort i Mexiko.   Den ligger i kommunen Aquismón och delstaten San Luis Potosí, i den centrala delen av landet, 240 km norr om huvudstaden Mexico City. La Unión de Guadalupe ligger 1 031 meter över havet och antalet invånare är 336.
Terrängen runt La Unión de Guadalupe är lite bergig. Runt La Unión de Guadalupe är det ganska tätbefolkat, med 134 invånare per kvadratkilometer. Närmaste större samhälle är Tanute, 9,0 km nordost om La Unión de Guadalupe. I omgivningarna runt La Unión de Guadalupe växer i huvudsak städsegrön lövskog.